# Nord contra Sud
Nord contra Sud (în franceză Nord contre Sud) este un roman epic și istoric scris de Jules Verne. Romanul a fost publicat serializat în Magasin d'Éducation et de Récréation între 1 ianuarie și 1 decembrie 1887 și a fost publicat în volum pe 17 noiembrie 1887.

## Intriga
Acțiunea romanului se desfășoară în 1862 în Statele Unite ale Americii, în timpul Războiului de secesiune, care s-a terminat cu capitularea generalului sudist Robert E. Lee în fața generalului nordist Ulysses S. Grant în 1865. Teatrul evenimentelor îl constituie Florida, în a cărei parte septentrională se găsește plantația eroilor cărții, Camdless-Bay, pe același meridian cu Everglades, o zonă insalubră, cu navigație dificilă.
Evenimentele se petrec pe toată lungimea fluviului Saint-John, pe care se navighează cu ajutorul unor vapoare cu aburi uriașe și cu vase cu zbaturi pentru coloniștii bogați, populația săracă folosind skifuri. James Burbank, proprietarul unei plantații din Florida, este un om de 45 de ani, originar din Nord. Colonistul are negri angajați pe plantație, dar îi conduce aplicând principiile omeniei și egalitarismului raselor, în contradicție cu ideile coloniștilor sudiști printre care trăiește.
Burbank-tatăl își lasă negrii să călătorească liberi și îi eliberează după ce este sfidat de partizanii sclaviei, în fruntea cărora se află dușmanul său de moarte, banditul Texar. Texar ajunge șeful magistraților din Jacksonville și îl acuză pe James Burbank de trădare și de pact cu armata nordistă, fiul său fiind înrolat în armata acestora. Texar dă și un decret prin care toți negrii liberi sunt obligați să părăsească statul, în caz contrar urmând a fi pedepsiți. Decretul este doar un pretext pentru o expediție de pedeapsă împotriva plantației Camdless-Bay, în care foștii sclavi sunt vânați și uciși, iar colibele lor sunt incendiate, în ciuda apărării eroice a lui James Burbank și a apropiaților săi (cumnatul său - Edward Carroll, viitorul cuscru - Walter Stannard și viitoarea noră - Alice).
Burbank speră să facă față dușmanilor săi până când armatele unioniste vor prelua controlul țării, vasele conduse de Dupont ajungând în Jacksonvillle cu ajutorul unei furtuni formidabile și avându-i la bord pe Gilbert, fiul lui Burbank și logodnicul Alicei, și pe Marte, fidelul slujitor negru al acestuia și un excelent cârmaci.
În cursul evenimentelor, Texar reușește să o răpească pe fiica cea mică a familiei Burbank, Diana, și pe fidela sa bonă neagră, Zhermah, care este soția lui Marte. Texar și acoliții săi fug în Everglades, urmăriți de bărbații din familia Burbank, de Marte și de un pluton unionist. Operațiunea de salvare a celor două persoane răpite este încununată de succes, iar cu acest prilej se deslușește și misterul alibiurilor cu ajutorul cărora Texar scăpa mereu de pedepsă, indiferent ce fapte abominabile comitea: Texar avea un frate geamăn. Prinși în flagrant, cei doi sunt executați de armata unionistă.

### Capitolele cărții
| - I. - La bordul vaporului "Shanon" - II. - Camdless-Bay - III. - Unde este vorba de Războiul de Secesiune - IV. - Familia Burbank - V. - Brațul negru - VI. - Jacksonville - VII. - Oricând! - VIII. - Ultima sclavă - IX. - În așteptare - X. - Ziua de 2 martie - XI. - Seara de 2 martie - XII. - Cele șase zile care urmează - XIII. - Timp de câteva ore - XIV. - Pe Saint-John - XV. - Judecata | - I. - După răpire - II. - Operație curioasă - III. - În așteptare - IV. - Furtună de la Nord-Est - V. - Un oraș cucerit - VI. - Saint-Augustine - VII. - Ultimele cuvinte și ultimul suspin - VIII. - De la Camdless-Bay la lacul Washington - IX. - Imensa pădure de cipri - X. - O întâlnire - XI. - Evergladele - XII. - Ce aude Zermah - XIII. - O viață dublă - XIV. - Zermah la lucru - XV. - Cei doi frați - XVI. - Încheiere |

## Războiul de secesiune
Teritoriul Statelor Unite a constituit cadrul în care s-au desfășurat mai multe romane ale lui Jules Verne, cum este cazul în De la Pământ la Lună, Întâmplări neobișnuite, Testamentul unui excentric și Stăpânul lumii. În unele romane, el reprezintă punctul de pornire (Robur Cuceritorul, César Cascabel) sau de terminare (Căpitan la cincisprezece ani), sau doar o etapă a călătoriei (Ocolul Pământului în 80 de zile). De fiecare dată însă, Verne prezintă la modul general istoria și geografia locurilor, fie apelând la un joc pentru a străbate cât mai mult din teritoriul american (cum se întâmplă în Testamentul unui excentric), fie inventând locuri care nu există în realitate (ca în Stăpânul lumii).
Spre deosebire de aceste situații, în romanul de față acțiunea este strâns legată de un eveniment real, cu care se desfășoară în paralel: Războiul de secesiune. Deși face o radiografie generală a situației războiului, Verne se concentrează mai ales asupra luptelor desfășurate în Florida în cei patru ani în care Uniunea s-a aflat în conflict cu Statele Confederate ale Americii. Subiectul i-a permis scriitorului francez să se aplece asupra unei probleme sociale care se regăsește în mai multe opere ale sale, sclavia (în special a negrilor). Din păcate, documentarea incompletă în legătură cu anumite detalii ale conflictului au făcut ca romanul să nu aibă parte de o primire prea entuziasmantă în Statele Unite, nefiind privit cu aceeași considerație ca alte opere ale sale.

## Teme abordate în cadrul romanului
- abolirea sclaviei, temă prezentă și în alte romane verniene, în special în Căpitan la cincisprezece ani;
- frații gemeni.

## Lista personajelor
- James Burbank - colonist și proprietar de pământ, expatriat din Nordul Uniunii; este împotriva sclaviei
- Texar - sub acest nume se ascund doi frați gemeni, bandiți fără scrupule
- Edward Carroll - cumnatul lui James Burbank, devotat și voluntar, adept al ideilor unioniste
- Walter Stannard - tatăl lui Alice, văduv și dedicat cauzei nordiste
- Zermah - sclavă eliberată de James Burbank în cursul evenimentelor, dar care refuză libertatea pentru a putea rămâne în slujba colonistului; este soția lui Marte
- Gilbert Burbank - fiul colonistului, angajat în armata unionistă unde devine locotenent ca recompensă pentru actele sale de vitejie, servește în flota lui Dupont; este logodnicul Alicei
- Marte - sclav eliberat, soțul lui Zermah, brațul drept al lui Gilbert și bun cunoscător al fluviului Saint-John
- Alice Stannard - logodnica lui Gilbert, orfană de mamă și pe jumătate franțuzoaică; este frumoasă și rațională

## Traduceri în limba română
- perioada interbelică - Nord contra Sud (2 vol.), Ed. Cugetarea, traducere Jean Popescu-Hârșova, 260 pag.
- 2003 - Nord contra Sud, Ed. Corint, traducere Traian Fințescu, 280 pag., ISBN 973-653-241-0
- 2005 - Nord contra Sud, Ed. Lucman, traducere Adina Mihalache, 336 pag., ISBN 973-723-059-0
- 2010 - Nord contra Sud, Ed. ErcPress, Colecția "Jules Verne", vol. 5, traducere Jean Popescu-Hârșova, 320 pag., ISBN 978-973-157-934-4